# Uzel
Uzel ist eine französische Gemeinde mit 1.134 Einwohnern (Stand: 1. Januar 2022) im Département Côtes-d’Armor in der Region Bretagne.

## Geographie
Die Gemeinde Uzel liegt am Fluss Oust, 21 Kilometer südlich der Küstenstadt Saint-Brieuc.
Umgeben wird Uzel von den fünf Nachbargemeinden:
|         | Allineuc                                    | Plœuc-L'Hermitage |
| Merléac | Kompassrose, die auf Nachbargemeinden zeigt | Saint-Hervé       |
|         | Saint-Thélo                                 |                   |

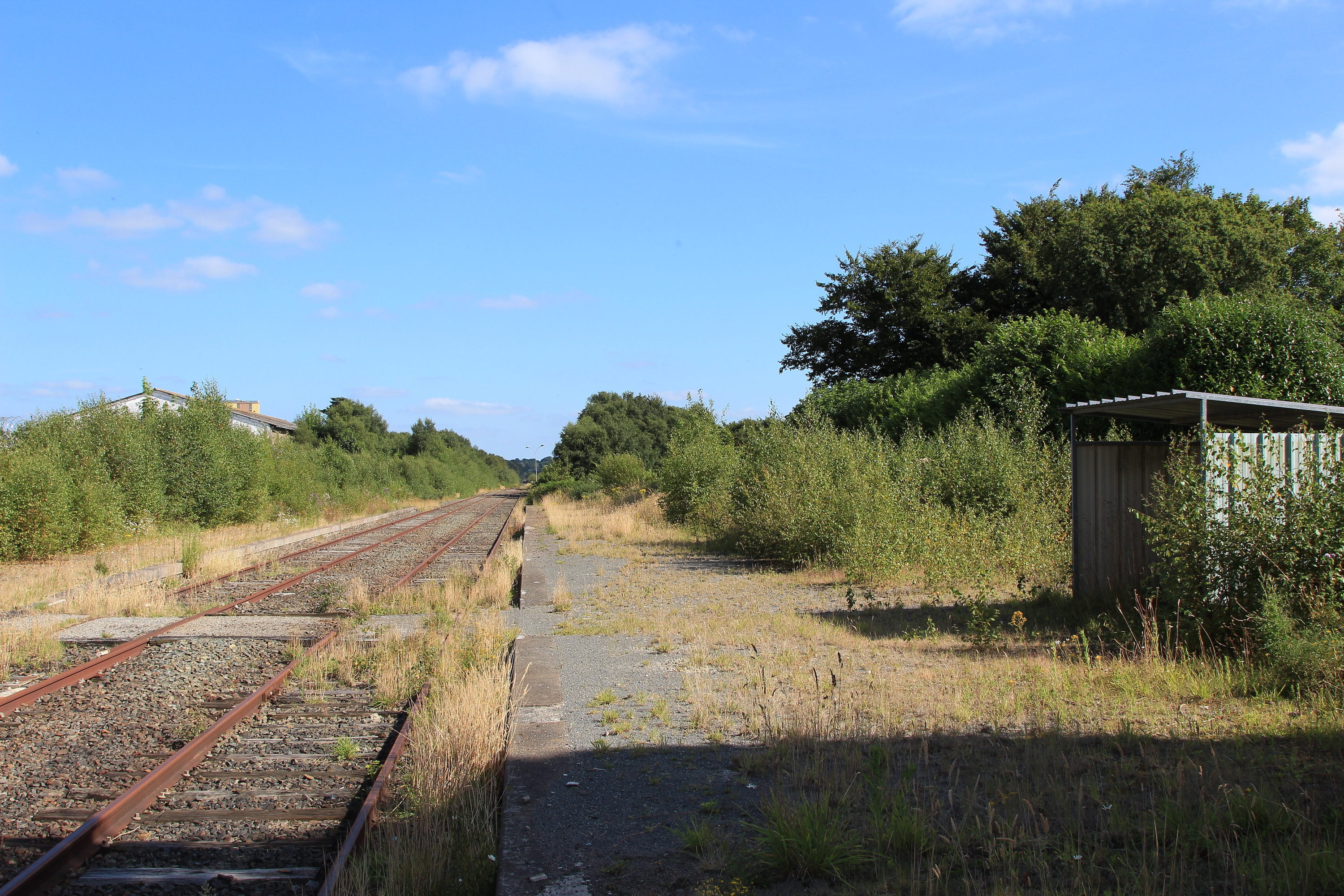
Bahnhalt, heute finden nur noch Sonderfahrten statt

In Nord-Süd-Richtung führen die Route Départementale 700 und die Bahnstrecke Saint-Brieuc–Pontivy am Ort entlang, beide verbinden Saint-Brieuc mit Loudéac.

## Bevölkerungsentwicklung
| 1962 | 1968 | 1975 | 1982 | 1990 | 1999 | 2008 | 2012 | 2019 |
| 857  | 899  | 926  | 990  | 943  | 897  | 1056 | 1113 | 1053 |

## Sehenswürdigkeiten
Siehe: Liste der Monuments historiques in Uzel (Côtes-d’Armor)

## Persönlichkeiten
- Fulgence Bienvenüe (1852–1936), Chefingenieur des Pariser Brücken- und Straßenbauamts und der „Vater“ der Métro Paris
- Henri Peslier (1880–1912), Wasserballspieler
- Antoine Huby (* 2001), Radrennfahrer